# سیارک ۱۱۹۷۴
سیارک ۱۱۹۷۴ (به انگلیسی: 11974 Yasuhidefujita، نامگذاری:1994YF) یازده هزار و نهصد و هفتاد و چهارمین سیارک کشف شده‌است که در ۲۴ دسامبر ۱۹۹۴ کشف شد.